# Elaphoglossum deltoideum
Elaphoglossum deltoideum är en träjonväxtart som först beskrevs av Sod., och fick sitt nu gällande namn av Christ. Elaphoglossum deltoideum ingår i släktet Elaphoglossum och familjen Dryopteridaceae. Inga underarter finns listade.